# Comgall de Bangor
Saint Comgall de Bangor († 10 mai 601 ou entre 602 et 605) gaélique: Comgall moccu Araidi) est l'abbé fondateur vers 555 du monastère de Bangor, dans l'actuel comté de Down, en Irlande du Nord. 

## Biographie
Comgall moccu Araidi, peut-être d'origine picte, est l'élève de Fintan de Clonenagh. Vers 555, il fonde  un monastère à Bangor, près de la moderne Belfast. Il y accueille vers 560 le futur saint Colomban de Luxeuil et le forme à la vie monastique, ainsi que de très nombreux autres moines.
En 564, il aurait accompagné saint Colomba d'Iona dans sa mission d'évangélisation lors de sa visite à la cour du roi picte Brude mac Maelchon. Il séjourne ensuite dans l’île voisine de Tiree. Comgall meurt le 10 mai 601, voire plus tard entre 602 et 605. 
Fêtes le 10 mai par les Églises catholique et orthodoxe, et aussi en Écosse le 7 octobre.  

## Sources
- (en) T.W Moody, F.X. Martin, F.J. Byrne, A New History of Ireland IX Maps, Genealogies, Lists. A companion to Irish History part II . Oxford University Press réédition 2011  (ISBN 9780199593064)
- Alain Stéphane, Les prénoms celtiques éditions Jean-Paul Gisserot 1999  (ISBN 9782877473958)